# Diakovce
Diakovce (em húngaro: Deáki) é um município da Eslováquia, situado no distrito de Šaľa, na região de Nitra. Tem 26,28 km² de área e sua população em 2018 foi estimada em 2.302 habitantes.

## Demografia
| Ano:        | 1994 | 2004   | 2014   | 2024   |
| ----------- | ---- | ------ | ------ | ------ |
| Broj ljudi: | 2113 | 2223   | 2259   | 2377   |
| Razlika:    |      | +5,20% | +1,61% | +5,22% |

| Ano:               | 2023 | 2024   |
| ------------------ | ---- | ------ |
| Número de pessoas: | 2380 | 2377   |
| Diferença:         |      | -0,12% |